# Cuspidaria jugosa
Cuspidaria jugosa is een tweekleppigensoort uit de familie van de Cuspidariidae. De wetenschappelijke naam van de soort is voor het eerst geldig gepubliceerd in 1850 door S.V. Wood.